# Phô ngực chớp nhoáng

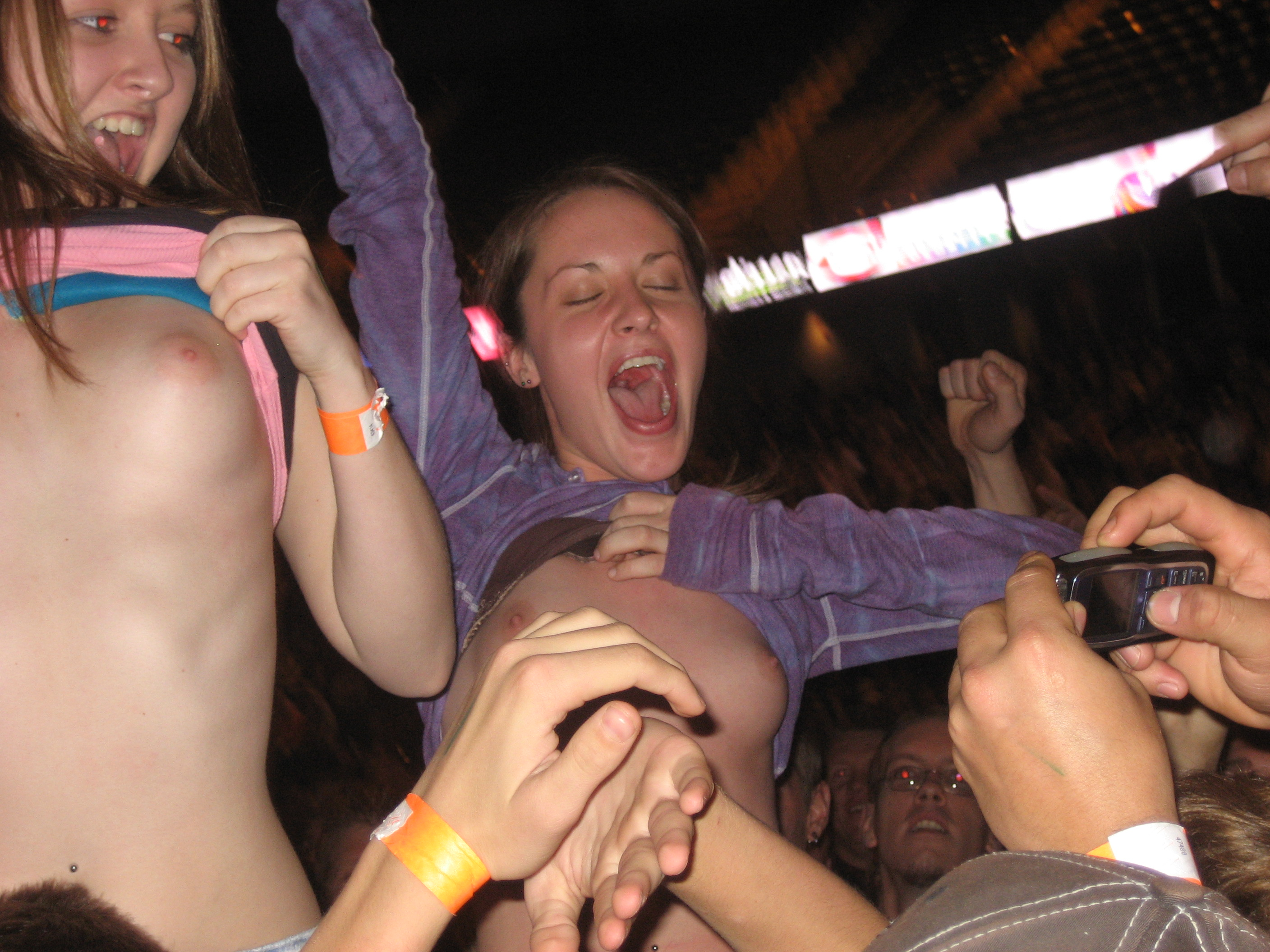
Ảnh chụp trong buổi hòa nhạc tại Moline, bang Illinois, Hoa Kỳ ngày 5 tháng 11 năm 2006.

Phô ngực chớp nhoáng (tiếng Anh: flashing breasts, tiếng Tây Ban Nha: pechos fugaces, nghĩa là «enseñar fugazmente los pechos», tạm dịch: Phô ngực trong thời gian ngắn) là hành động các cô gái kéo áo phơi bày bộ ngực có ý nghĩa khẳng định bản thân hoặc cổ vũ các sự kiện, chủ yếu ở châu Âu và Bắc Mỹ. Hành vi này có nguồn gốc từ bóng đá.